# 寺井重房
寺井 重房（てらい しげふさ、生没年不詳） とは、江戸時代の浮世絵師。

## 来歴
画風から西川祐信の門人といわれるが、狩野派の画法も学んだことが『画本拾葉』からうかがえるという。大坂の人で安堂町五丁目に住む。『浮世絵師伝』は「雪蕉斎と号す、画名重房の外に尚選とも云ひ、後に尚房と改む」と記す。作画期は寛延から天明の頃にかけてで、版本の挿絵を手がけている。

## 作品
- 『絵本浜真砂』三巻3冊　※田中其風作、寛延2年（1749年）刊行
- 『絵本千賀浦』三冊　※寛延3年刊行
- 『絵本淡粧源氏物語』三巻3冊　※宝暦元年（1751年）刊行
- 『画本国見山』三冊　※宝暦7年（1757年）刊行
- 『絵本勇名草』（えほんいさなぐさ）二巻2冊　※宝暦11年（1761年）刊行
- 『絵本大和草』　※安永元年（1772年）刊行
- 『画本拾葉』三冊　※天明4年（1784年）刊行